# میس ناگای
میس ناگای (به انگلیسی: Miss Nagai) یکی از شخصیت‌های مثبت زن بازی «همه چیز یا هیچ» که توسط شرکت الکترونیک آرتز در سال ۲۰۰۳ میلادی برای کنسولهای خانگی پلی استیشن ۲، ایکس باکس و گیم کیوب ساخته شد. به‌جای این شخصیت در بازی، هنرپیشه معروف ژاپنی خانم میساکی ایتو صحبت نموده است

## نقش شخصیت در بازی
شخصیت میس ناگای، یکی از شخصیت‌های مثبت زن بازی «همه چیز یا هیچ» می‌باشد. او دستیار جدید «اِم» (M) است که وظیفه راهنمایی و کمک به جیمز باند را برعهده دارد. او در طول بازی کاربرد بسیاری از اسلحه‌ها و ابزارهای مورد نیاز را برای جیمز باند توضیح داده و او را راهنمایی می‌نماید.